# Oszukać przeznaczenie: Więzy krwi
Oszukać przeznaczenie: Więzy krwi (ang. Final Destination Bloodlines) – amerykański horror z 2025 roku, produkcji New Line Cinema. Za reżyserię odpowiadali Zach Lipovsky i Adam Stein. Film został napisany przez Guya Busicka i Lori Evans Taylor, na podstawie historii opracowanej przez Jona Wattsa. W roli głównej wysąpiła Kaitlyn Santa Juana jako studentka college'u, która dziedziczy po swojej umierającej babci wizje śmierci dla jej rodziny. W rolach drugoplanowych wystąpili: Teo Briones, Richard Harmon, Owen Joyner, Anna Lore, Brec Bassinger i Tony Todd.
Jest to szósta część serii i czwarty sequel filmu Oszukać przeznaczenie, ponieważ poprzedni film Oszukać przeznaczenie 5 z 2011 roku był prequelem serii. 
Światowa premiera odbyła się 29 kwietnia 2025 roku w Nowym Jorku. W Polsce zadebiutował on 16 maja tego samego roku. Film zarobił ponad 186 milionów dolarów przy budżecie 50 milionów i otrzymał pozytywne oceny od krytyków.

## Streszczenie fabuły
Jest rok 1968, Iris Campbell i jej narzeczony Paul biorą udział w uroczystym otwarciu wieżowca Sky View. Podczas imprezy tanecznej Iris ma wizję, w której szklana podłoga na której tańczą goście pęka, dochodzi do eksplozji i zawalenia się wieży.
Stefanie Reyes, młoda studentka, jest dręczona przez powtarzający się, przerażający koszmar. Zdając sobie sprawę, że te sny są związane z jej babcią ze strony matki, Iris. Dziewczyna postanawia wrócić do rodzinnego miasta, by rozwikłać tajemnicę i odnaleźć osobę, która może pomóc jej wyjaśnić te wydarzenia. Rodzina Reyes pomaga Stefanie  odnaleźć listy od Iris, które prowadzą ją do zabarykadowanego domu, w którym obecnie przebywa Iris.
Śmiertelnie chora Iris mówi Stefani, że zaburzyła plany śmierci, zapobiegając zawaleniu się wieży, ratując życie wszystkim tam przebywającym w nocy w 1968 roku. W konsekwencji, śmierć zaczęła eliminować ocalałych w kolejności, w jakiej zginęliby w Sky View. Skłoniło to Iris do udokumentowania zachowania śmierci w książce i życia w izolacji, aby zapobiec tragedii jej rodzinie. Stefani jest sceptycznie nastawiona do historii babci, ta postanawia jej to udowodnić.

## Obsada
- Kaitlyn Santa Juana jako Stefani Reyes, studentka college'u nawiedzana przez koszmary o zawaleniu się wieży w 1968 roku[3].
- Teo Briones jako Charlie Reyes, młodszy brat Stefani[4].
- Richard Harmon jako Erik Campbell, jeden z kuzynów Stefani[5].
- Owen Patrick Joyner jako Bobby Campbell, jeden z kuzynów Stefani[5].
- Rya Kihlstedt jako Darlene Campbell, matka Stefani i Charliego, córka Iris[4].
- Anna Lore jako Julia Campbell, jedna z kuzynek Stefani[5].
- Gabrielle Rose jako Iris Campbell, babcia Stefani, która miała przeczucie w 1968 roku.
  - Brec Bassinger jako młoda Iris[5].
- Tony Todd jako William Bludworth[6]
  - Jayden Oniah jako młody William.
- Tinpo Lee jako Marty Reyes, ojciec Stefani[4].
- April Telek jako Brenda Campbell, ciotka Stefani[5].
- Alex Zahara jako Howard Campbell, wujek Stefani i syn Iris[4].
- Max Lloyd-Jones jako Paul Campbell, mąż Iris[5].
- Brenna Llewellyn jako Val, współlokatorka Stefani z college'u[5].

## Produkcja
W styczniu 2019 roku New Line Cinema ogłosiło, że trwają prace nad nową częścią. Patrick Melton i Marcus Dunstan napisali wstępny scenariusz.  W marcu 2020 roku producent serii Craig Perry powiedział, że akcja filmu może rozgrywać się „w świecie ratowników” i opierać się na pracy sanitariuszy, strażaków i policjantów. Zapytany o to, czy jest w tym samym kanonie, co poprzednie części, powiedział: „Reboot to chyba zbyt mocne słowo... Brzmi to tak, jakby mieli wszystko zmienić, ale to zdecydowanie film z serii Oszukać przeznaczenie”.
W październiku 2021 roku poinformowano, że nową scenarzystką filmu zostanie Lori Evans Taylor. W styczniu 2022 roku HBO Max ogłosiło, że zajmie się dystrybucją filmu, Jon Watts dołączył do projektu jako producent, a Taylor napisał scenariusz wraz z Guyem Busickiem. We wrześniu tego samego roku Zach Lipovsky i Adam Stein zostali wybrani spośród ponad dwustu kandydatów do wyreżyserowania filmu. We wrześniu 2023 roku Tony Todd oficjalnie podpisał kontrakt, aby ponownie wcielić się w rolę Williama Bludwortha. Pomimo śmierci Todda w listopadzie 2024 roku, Warner Bros. potwierdziło, że Todd nakręcił wszystkie swoje sceny do filmu. W marcu 2024 roku ogłoszono, że film trafi do kin w 2025 roku.
Główne zdjęcia miały odbywać się od lipca do października 2023 roku w Vancouver w Kolumbii Brytyjskiej jednak w połowie lipca produkcja została opóźniona z powodu strajku SAG-AFTRA. Pod przewodnictwem Christiana Sebaldta kręcono zdjęcia do filmu od 4 marca do 13 maja 2024 roku. Tim Wynn został zatrudniony do skomponowania muzyki do grudnia 2024 roku.

## Muzyka
Ścieżka dźwiękowa do Oszukać przeznaczenie: Więzy krwi została wydana 16 maja 2025 roku nakładem Lakeshore Records. Płyta zawiera 32 utwory skomponowane przez Tima Wynna. Jest to trzeci album ze ścieżką dźwiękową Oszukać przeznaczenie, który został wydany.
W filmie ponadto wykorzystano utwory: „Bad Moon Rising” (Creedence Clearwater Revival), „Ring of Fire” (Johnny Cash), „Fallin” (Connie Francis) „Shout” (The Isley Brothers), „Raindrops Keep Fallin’ on My Head” (Bobbie Gentry), „Escape (The Piña Colada Song)” (Rupert Holmes), „Enter the Grave” (Evile), „Without You” (Air Supply), „Stronger (What Doesn’t Kill You)” (Kelly Clarkson), „Spirit in the Sky” (Norman Greenbaum).
| Final Destination Bloodlines (Original Motion Picture Soundtrack) – 2025 | Final Destination Bloodlines (Original Motion Picture Soundtrack) – 2025 | Final Destination Bloodlines (Original Motion Picture Soundtrack) – 2025 | Final Destination Bloodlines (Original Motion Picture Soundtrack) – 2025 |
| Nr                                                                       | Tytuł utworu                                                             | Autor                                                                    | Długość                                                                  |
| ------------------------------------------------------------------------ | ------------------------------------------------------------------------ | ------------------------------------------------------------------------ | ------------------------------------------------------------------------ |
| 1.                                                                       | „Bloodlines (End Titles)”                                                | Tim Wynn                                                                 | 1:45                                                                     |
| 2.                                                                       | „Elevator Ride”                                                          | Tim Wynn                                                                 | 1:46                                                                     |
| 3.                                                                       | „The MRI”                                                                | Tim Wynn                                                                 | 2:25                                                                     |
| 4.                                                                       | „We Can't Give In”                                                       | Tim Wynn                                                                 | 1:46                                                                     |
| 5.                                                                       | „Bludworth's Goodbye”                                                    | Tim Wynn                                                                 | 2:45                                                                     |
| 6.                                                                       | „Escape to the Compound”                                                 | Tim Wynn                                                                 | 1:36                                                                     |
| 7.                                                                       | „Two of Us”                                                              | Tim Wynn                                                                 | 2:30                                                                     |
| 8.                                                                       | „The Plan”                                                               | Tim Wynn                                                                 | 1:45                                                                     |
| 9.                                                                       | „Waterworld”                                                             | Tim Wynn                                                                 | 2:44                                                                     |
| 10.                                                                      | „Seeing is Believing”                                                    | Tim Wynn                                                                 | 1:50                                                                     |
| 11.                                                                      | „The Skyview”                                                            | Tim Wynn                                                                 | 1:29                                                                     |
| 12.                                                                      | „Lawnmower Man”                                                          | Tim Wynn                                                                 | 2:00                                                                     |
| 13.                                                                      | „Drive to Iris”                                                          | Tim Wynn                                                                 | 1:34                                                                     |
| 14.                                                                      | „Meet Bludworth”                                                         | Tim Wynn                                                                 | 1:08                                                                     |
| 15.                                                                      | „I See You”                                                              | Tim Wynn                                                                 | 1:33                                                                     |
| 16.                                                                      | „Decoding Iris' Book”                                                    | Tim Wynn                                                                 | 1:23                                                                     |
| 17.                                                                      | „Connecting the Dots”                                                    | Tim Wynn                                                                 | 4:13                                                                     |
| 18.                                                                      | „Resurrection”                                                           | Tim Wynn                                                                 | 3:19                                                                     |
| 19.                                                                      | „I Screwed Up the Order”                                                 | Tim Wynn                                                                 | 3:03                                                                     |
| 20.                                                                      | „Tower of Terror”                                                        | Tim Wynn                                                                 | 2:21                                                                     |
| 21.                                                                      | „Tempting Death”                                                         | Tim Wynn                                                                 | 1:43                                                                     |
| 22.                                                                      | „Technically You Weren't Dead”                                           | Tim Wynn                                                                 | 1:15                                                                     |
| 23.                                                                      | „Graveyard”                                                              | Tim Wynn                                                                 | 2:02                                                                     |
| 24.                                                                      | „Recycling”                                                              | Tim Wynn                                                                 | 1:11                                                                     |
| 25.                                                                      | „Your Plan is Nuts”                                                      | Tim Wynn                                                                 | 2:06                                                                     |
| 26.                                                                      | „Premonition”                                                            | Tim Wynn                                                                 | 1:01                                                                     |
| 27.                                                                      | „The Book”                                                               | Tim Wynn                                                                 | 1:42                                                                     |
| 28.                                                                      | „Psycho Grandma”                                                         | Tim Wynn                                                                 | 1:46                                                                     |
| 29.                                                                      | „The Collapse”                                                           | Tim Wynn                                                                 | 1:05                                                                     |
| 30.                                                                      | „Look After Paco”                                                        | Tim Wynn                                                                 | 1:38                                                                     |
| 31.                                                                      | „The Compound”                                                           | Tim Wynn                                                                 | 2:02                                                                     |
| 32.                                                                      | „End Credits Suite”                                                      | Tim Wynn                                                                 | 5:13                                                                     |
|                                                                          |                                                                          |                                                                          | 1:05:39                                                                  |

## Wydanie
Światowa premiera Oszukać przeznaczenie: Więzy krwi odbyła się 29 kwietnia 2025 roku w Nowym Jorku w Grauman’s Chinese Theatre. Podczas wydarzenia uczestniczyła obsada i produkcja filmu oraz zaproszeni specjalni goście. Premierze tej towarzyszył czerwony dywan oraz szereg konferencji prasowych.
Dla szerszej publiczności w Stanach Zjednoczonych film był dostępny od 16 maja 2025 roku, a na całym świecie został wydany dwa dni wcześniej. W Polsce zadebiutował on 16 maja 2025 roku, za kinową dystrybucję filmu odpowiadało Warner Bros. Polska.
Film został nakręcony dla IMAX i został wydany zarówno w formatach IMAX, jak i tradycyjnych. 9 i 10 maja, na tydzień przed premierą filmu, w wybranych kinach odbył się specjalny pokaz, który zawierał pierwszą część z 2000 roku.
Zwiastun filmu ukazał się 25 marca 2025 roku na 65 rynkach i był dostępny w 44 różnych wersjach językowych. Jak obliczył WaveMetrix, w ciągu pierwszych 24 godzin zebrał 178 milionów wyświetleń na całym świecie, co czyni go drugim najczęściej oglądanym zwiastunem horroru (po To z 200 milionami wyświetleń).

## Odbiór

### Box office
Oszukać przeznaczenie: Więzy krwi mając budżet wynoszący 50 milionów dolarów, w pierwszym tygodniu wyświetlania zarobił na świecie ponad 186 milionów dolarów, z czego 94 miliony w Stanach Zjednoczonych.
W Stanach Zjednoczonych i Kanadzie Oszukać przeznaczenie: Więzy krwi został wydany wraz z Hurry Up Tomorrow i miał zarobić 35-40 milionów dolarów w 3 523 kinach w weekend otwarcia. Film zarobił 21 milionów dolarów pierwszego dnia, w tym około 5,5 miliona dolarów z czwartkowych pokazów przedpremierowych. Film zadebiutował z wynikiem 51,6 miliona dolarów, zajmując pierwsze miejsce w box office.

### Krytyka w mediach
Film stał się najlepiej ocenianą odsłoną serii. W serwisie Rotten Tomatoes 92% ze 183 recenzji uznano za pozytywne. Na portalu Metacritic średnia ważona ocen z 35 recenzji wyniosła 73 punkty na 100. Widzowie ankietowani przez Cinemascore przyznali filmowi średnią ocenę B+ w skali od F do A+, ankietowani przez PostTrak przyznali mu średnio cztery na pięć gwiazdek, a 69% stwierdziło, że zdecydowanie poleciłoby film.
Todd Gilchrist z Variety nazwał film „sprytnym, nieprzewidywalnym i zabawnym” i pochwalił występ Todda jako „czuły hołd dla luminarza horroru i retroaktywnej tkanki łącznej między różnymi rozdziałami franczyzy”. Frank Scheck z The Hollywood Reporter napisał, że film „daje widzom dokładnie to, czego oczekują. Mianowicie, seria genialnie zaprojektowanych, diabolicznych fatalitów w stylu Rube'a Goldberga, które w większości są tak dalece możliwe, że po wyjściu z kina będziesz musiał bardzo ostrożnie przechodzić przez ulicę”. Pochwalił również pojawienie się Todda jako „przejmujące przypomnienie, że w prawdziwym życiu, tak jak w tych filmach, śmierć przychodzi po każdego”.